# Diecéze Kalookan
Diecéze Kalookan (latinsky Dioecesis Kalookana) je římskokatolická diecéze na Filipínách. Je součástí církevní provincie manilské, katedrálou je kostel sv. Rocha v Caloocanu.

## Historie
Diecéze Kalookan byla zřízena v roce 2003 vyčleněním části teritoria arcidiecéze manilské.